# Jozef Kulisievič
Jozef Kulisievič (* 25. října 1941) je bývalý slovenský fotbalový útočník. Žije v Trnavě.

## Hráčská kariéra
V československé lize hrál za Spartak Trnava, aniž by skóroval (26.08.1959–11.10.1959). Tamtéž nastupoval také ve II. lize, byl u návratu do nejvyšší soutěže v ročníku 1963/64.

### Prvoligová bilance
| Ročník             | Zápasy | Góly | Minuty | Klub              |
| ------------------ | ------ | ---- | ------ | ----------------- |
| I. liga 1959/60    | 2      | 0    | 120    | TJ Spartak Trnava |
| CELKEM I. ČS. LIGA | 2      | 0    | 120    |                   |